# Лагно Роман Іванович
Рома́н Іва́нович Лагно́ (19 липня 1977, с. Волиця, Сокальський район, Львівська область, Українська РСР — 9 січня 2015, смт Станиця Луганська, Луганська область, Україна)  — український військовик, старший солдат резерву Національної гвардії України, старший кулеметник батальйону імені Кульчицького, учасник російсько-української війни.

## Біографія
Народився 19 липня 1977 року в селі Волиця на Львівщині, у сокальській родині української інтелігенції — роду Варваричів. З 1982 по 1994 навчався в середній школі № 2 м. Сокаль. Після проходження строкової армійської служби працював слюсарем контрольно-вимірювальних приладів і автоматики (КВПіА) на газокомпресорній станції Сокальського проммайданчика Волинського лінійно-виробничого управління магістральних газопроводів (ЛВУМГ) Управління магістральних газопроводів філії «Львівтрансгаз» ПАТ «Укртрансгаз». Був капітаном волейбольної команди «Львівтрансгазу».
З перших днів Революції Гідності перебував на київському Майдані, — десятник 10-ї Сокальської сотні Самооборони Майдану. 18 лютого 2014 в протистоянні з беркутівцями й тітушками дістав поранення в область лівого ока. На щастя, око і зір лікарям вдалося врятувати. Після Майдану у квітні 2014 пішов добровольцем в ряди сформованого резервного батальйону Національної гвардії, підписав контракт. З серпня 2014 брав участь в антитерористичній операції на сході України.
Старший солдат резерву, старший кулеметник 3-го відділення 2-го взводу оперативного призначення 2-ї роти оперативного призначення 1-го батальйону оперативного призначення імені Кульчицького військової частини 3066 Північного ОТО НГУ.
9 січня 2015 близько 12:30, під час виконання бойового завдання з патрулювання території в районі пішохідного переходу через річку Сіверський Донець на околиці селища Станиця Луганська, по вулиці 5-та Лінія, підрозділ батальйону НГУ потрапив у засідку, влаштовану незаконним збройним формуванням. Під час двогодинного бойового зіткнення атаку вдалося відбити, — на допомогу прийшли інші підрозділи НГУ та МВС і бронетехніка ЗСУ, — але в ході бою загинуло двоє і ще 14 бійців дістали поранень. Старший солдат Лагно, прикриваючи вогнем відхід побратимів, дістав тяжкі вогнепальні поранення, що несумісні з життям. У тому ж бою загинув підполковник Роман Фурик.
Похований 13 січня на кладовищі м. Сокаль.
Залишились батьки Надія та Іван, брат, сестра та син Олексій 2003 р.н.

## Нагороди та звання
За особисту мужність і високий професіоналізм, виявлені у захисті державного суверенітету та територіальної цілісності України нагороджений орденом «За мужність» III ступеня (25.3.2015, посмертно).
Рішенням 38-ї сесій VI скликання Сокальської міської ради присвоєно звання «Почесний громадянин Сокаля» (30.01.2015, посмертно).

## Вшанування пам'яті
- 1 вересня 2015 на фасаді Сокальського НВК «ЗШ І-ІІІ ступенів № 2 — ліцей» встановлено меморіальну дошку випускнику школи Роману Лагну[5].
- 10 вересня 2015 в Сокалі, на адміністративному будинку Сокальського проммайданчика Волинського ЛВУМГ філії «Львівтрансгаз» встановлено меморіальну дошку загиблому співробітнику[6][7]. На підприємстві започатковано Кубок ПАТ «Укртрансгаз» з волейболу «За волю до перемоги», присвячений пам'яті Романа Лагна.
- У серпні 2016 на місці загибелі Романа Лагна і Романа Фурика на околиці Станиці Луганської побратими з Коломийщини встановили пам'ятний знак[8].
- Вшановується в меморіальному комплексі «Зала пам'яті», в щоденному ранковому церемоніалі 9 січня[9][10].
- Почесний громадянин Сокальської міської територіальної громади (2024; посмертно)[11]